# NGC 5173
NGC 5173 est une galaxie elliptique située dans la constellation des Chiens de chasse. Sa vitesse par rapport au fond diffus cosmologique est de 2 597 ± 13 km/s, ce qui correspond à une distance de Hubble de 38,3 ± 2,7 Mpc (∼125 millions d'al). NGC 5173 a été découverte par l'astronome germano-britannique William Herschel en 1787.
NGC 5173 présente une large raie HI.
À ce jour, une mesure non basée sur le décalage vers le rouge (redshift) donne une distance d'environ 38,000 Mpc (∼124 millions d'al). Cette valeur est à l'intérieur des valeurs de la distance de Hubble.

## Groupe de NGC 5198
Selon A. M. Garcia, NGC 5173 fait partie du groupe de NGC 5198. Ce groupe de galaxies compte au moins quatre membres. Les trois autres galaxies du groupe sont NGC 5169, NGC 5198 et UGC 8597.
Selon Abraham Mahtessian, NGC 5173 et NGC 5198 forment une paire de galaxies.